# SMARCC1
SMARCC1‏ (SWI/SNF related, matrix associated, actin dependent regulator of chromatin subfamily c member 1) هوَ بروتين يُشَفر بواسطة جين SMARCC1 في الإنسان.